# Masters de Roma 2023
El Internazionali BNL d'Italia 2023 fue un torneo de tenis ATP Tour Masters 1000 en su rama masculina y WTA 1000 en la femenina  que se disputará en el Foro Itálico de Roma (Italia). Fue el tercer Masters 1000 en polvo de ladrillo para el ATP Tour y el segundo WTA 1000 en polvo de ladrillo de la temporada para el WTA Tour. Se celebró del 9 al 21 de mayo de 2023.
Este fue el primer año en que el torneo masculino se amplió a dos semanas y los cuadros individuales masculinos y femeninos fueron disputados por 96 jugadores.

## Puntos y premios en efectivo

### Distribución de puntos
| Evento                  | G    | F   | SF  | CF  | R16 | R32 | R64 | R128 | C  | C2 | C1 |
| Individuales masculinos | 1000 | 600 | 360 | 180 | 90  | 45  | 25  | 10   | 16 | 8  | 0  |
| Dobles masculinos       | 1000 | 600 | 360 | 180 | 90  | 0   | 0   | —    | —  | —  | —  |

| Modalidad           | G    | F   | SF  | CF  | R16 | R32 | R64 | R128 | C  | C2 | C1 |
| Individual femenino | 1000 | 650 | 390 | 215 | 120 | 65  | 35  | 10   | 30 | 20 | 2  |
| Dobles femenino     | 1000 | 650 | 390 | 215 | 120 | 10  | —   | —    | —  | —  | —  |

### Premios en efectivo
| Evento                  | G           | F         | SF        | CF        | R16      | R32      | R64      | R128     | C2      | C1      |
| Individuales masculinos | 1 105 265 € | 580 000 € | 308 790 € | 161 525 € | 84 900 € | 48 835 € | 27 045 € | 16 340 € | 8 265 € | 4 510 € |
| Individuales femeninos  | 521 754 €   | 272 200 € | 143 490 € | 73 930 €  | 39 130 € | 22 700 € | 12 652 € | 7 828 €  | 5 982 € | 3 110 € |
| Dobles masculinos       | 382 420 €   | 202 850 € | 108 190 € | 54 840 €  | 29 300 € | 15 780 € | —        | —        | —       | —       |
| Dobles femeninos        | 182 170 €   | 96 430 €  | 51 790 €  | 25 900 €  | 13 840 € | 7 590 €  | —        | —        | —       | —       |

## Cabezas de serie
Los cabezas de serie se basaron en las clasificaciones ATP al 8 de mayo de 2023. Las clasificaciones y los puntos anteriores son al 8 de mayo de 2023.
Debido a que el torneo masculino se ampliará a dos semanas este año, los jugadores están defendiendo puntos del Masters de Roma 2022, así como de los torneos que tuvieron lugar durante la semana del 16 de mayo de 2022 (Ginebra y Lyon). 

### Individuales masculino
| N.º | Rank. | Tenista                 | Puntos | Puntos por defender | Puntos ganados | Nuevos puntos | Ronda hasta la que avanzó en el torneo               |
| 1   | 1     | Novak Djokovic          | 6775   | 1000                | 180            | 5955          | Cuartos de final, perdió ante Holger Rune [7]        |
| 2   | 2     | Carlos Alcaraz          | 6770   | 0                   | 45             | 6815          | Tercera ronda, perdió ante Fábián Marozsán [Q]       |
| 3   | 3     | Daniil Medvédev         | 5330   | 0                   | 1000           | 6330          | Campeón, venció a Holger Rune [7]                    |
| 4   | 4     | Casper Ruud             | 5165   | (610)               | 360            | 4915          | Semifinales, perdió ante Holger Rune [7]             |
| 5   | 5     | Stefanos Tsitsipas      | 5015   | 600                 | 360            | 4775          | Semifinales, perdió ante Daniil Medvédev [3]         |
| 6   | 6     | Andrey Rublev           | 4190   | 10                  | 90             | 4270          | Cuarta ronda, perdió ante Yannick Hanfmann [Q]       |
| 7   | 7     | Holger Rune             | 3865   | (90)                | 600            | 4375          | Final, perdió ante Daniil Medvédev [3]               |
| 8   | 8     | Jannik Sinner           | 3525   | 180                 | 90             | 3435          | Cuarta ronda, perdió ante Francisco Cerúndolo [24]   |
| 9   | 9     | Taylor Fritz            | 3380   | 0                   | 10             | 3390          | Segunda ronda, perdió ante Yannick Hanfmann [Q]      |
| 10  | 10    | Félix Auger-Aliassime   | 3235   | 180                 | 10             | 3065          | Segunda ronda, perdió ante Alexei Popyrin [Q]        |
| 11  | 11    | Karen Khachanov         | 3025   | 90                  | 10             | 2945          | Segunda ronda, perdió ante Grégoire Barrère          |
| 12  | 12    | Frances Tiafoe          | 2755   | 10                  | 45             | 2790          | Tercera ronda, perdió ante Lorenzo Musetti [18]      |
| 13  | 13    | Cameron Norrie          | 2680   | (250)               | 90             | 2520          | Cuarta ronda, perdió ante Novak Djokovic [1]         |
| 14  | 15    | Hubert Hurkacz          | 2525   | 10                  | 10             | 2525          | Segunda ronda, perdió ante Jeffrey John Wolf         |
| 15  | 16    | Borna Ćorić             | 2240   | 10                  | 180            | 2410          | Cuartos de final, perdió ante Stefanos Tsitsipas [5] |
| 16  | 17    | Tommy Paul              | 2170   | 45                  | 10             | 2135          | Segunda ronda, perdió ante Christian Garín           |
| 17  | 18    | Álex de Miñaur          | 1995   | (135)               | 10             | 1870          | Segunda ronda, perdió ante Márton Fucsovics          |
| 18  | 19    | Lorenzo Musetti         | 1960   | (20)                | 90             | 2030          | Cuarta ronda, perdió ante Stefanos Tsitsipas [5]     |
| 19  | 22    | Alexander Zverev        | 1630   | 360                 | 90             | 1360          | Cuarta ronda, perdió ante Daniil Medvédev [3]        |
| 20  | 24    | Daniel Evans            | 1480   | 10                  | 10             | 1480          | Segunda ronda, perdió ante Roberto Carballés         |
| 21  | 25    | Roberto Bautista        | 1475   | 0                   | 10             | 1485          | Segunda ronda, perdió ante Marco Cecchinato          |
| 22  | 29    | Sebastian Korda         | 1265   | 10                  | 10             | 1265          | Segunda ronda, perdió ante Román Safiulin [Q]        |
| 23  | 30    | Botic van de Zandschulp | 1250   | 45                  | 10             | 1215          | Segunda ronda, perdió ante Laslo Djere               |
| 24  | 31    | Francisco Cerúndolo     | 1200   | 35                  | 180            | 1345          | Cuartos de final, perdió ante Casper Ruud [4]        |
| 25  | 32    | Yoshihito Nishioka      | 1126   | 0                   | 10             | 1136          | Segunda ronda, perdió ante Lorenzo Sonego            |
| 26  | 33    | Grigor Dimitrov         | 1125   | 45                  | 45             | 1125          | Tercera ronda, perdió ante Novak Djokovic [1]        |
| 27  | 34    | Alejandro Davidovich    | 1115   | 45                  | 45             | 1115          | Tercera ronda, perdió ante Andrey Rublev [6]         |
| 28  | 35    | Tallon Griekspoor       | 1091   | (67)                | 0              | 1024          | Baja antes de la segunda ronda.                      |
| 29  | 36    | Ben Shelton             | 1085   | (20)                | 10             | 1075          | Segunda ronda, perdió ante Aleksandr Búblik          |
| 30  | 37    | Miomir Kecmanović       | 1055   | 10                  | 10             | 1055          | Segunda ronda, perdió ante Fabio Fognini [WC]        |
| 31  | 38    | Bernabé Zapata          | 1022   | (18)                | 45             | 1049          | Tercera ronda, perdió ante Daniil Medvédev [3]       |
| 32  | 39    | Jiří Lehečka            | 922    | 0                   | 10             | 932           | Segunda ronda, perdió ante Fábián Marozsán [Q]       |

- Ranking del 8 de mayo de 2023.[4]

#### Bajas masculinas (cabezas de serie o sembrados)
| Clasif | Jugador           | Puntos Antes | Puntos a defender | Puntos ganados | Puntos después | Baja debido a         |
| ------ | ----------------- | ------------ | ----------------- | -------------- | -------------- | --------------------- |
| 14     | Rafael Nadal      | 2535         | 90                | 0              | 2445           | Lesión en el psoas.   |
| 20     | Matteo Berrettini | 1820         | 0                 | 0              | 1820           | Lesión abdominal.     |
| 21     | Pablo Carreño     | 1785         | 45                | 0              | 1740           | Lesión en el codo.    |
| 23     | Marin Čilić       | 1600         | 90                | 0              | 1510           | Lesión en la rodilla. |
| 26     | Nick Kyrgios      | 1465         | 0                 | 0              | 1465           | Lesión en la rodilla. |
| 27     | Denis Shapovalov  | 1390         | 180               | 0              | 1210           | Lesión en la rodilla. |
| 35     | Tallon Griekspoor | 1091         | (67)              | 0              | 1024           | Lesión en el tobillo. |

### Dobles masculino
| Tenistas                                 | Ranking | Preclasificado |
| Wesley Koolhof Neal Skupski              | 2       | 1              |
| Rajeev Ram Joe Salisbury                 | 9       | 2              |
| Ivan Dodig Austin Krajicek               | 9       | 3              |
| Marcelo Arévalo Jean-Julien Rojer        | 14      | 4              |
| Nikola Mektić Mate Pavić                 | 19      | 5              |
| Lloyd Glasspool Harri Heliövaara         | 24      | 6              |
| Rohan Bopanna Matthew Ebden              | 26      | 7              |
| Santiago González Édouard Roger-Vasselin | 30      | 8              |

### Individuales femenino
| N.º | Rank. | Tenista               | Puntos | Puntos por defender | Puntos ganados | Nuevos puntos | Ronda hasta la que avanzó en el torneo                  |
| 1   | 1     | Iga Świątek           | 9625   | 900                 | 215            | 8940          | Cuartos de final, retiro ante Elena Rybakina [7]        |
| 2   | 2     | Aryna Sabalenka       | 7881   | 350                 | 10             | 7541          | Segunda ronda, perdió ante Sofia Kenin [PR]             |
| 3   | 3     | Jessica Pegula        | 5300   | 105                 | 10             | 5205          | Segunda ronda, perdió ante Taylor Townsend [Q]          |
| 4   | 7     | Ons Jabeur            | 4116   | 585                 | 10             | 3541          | Segunda ronda, perdió ante Paula Badosa                 |
| 5   | 4     | Caroline Garcia       | 5025   | (100)               | 65             | 5025          | Tercera ronda, perdió ante Camila Osorio [Q]            |
| 6   | 5     | Cori Gauff            | 4345   | 105                 | 65             | 4305          | Tercera ronda, perdió ante Marie Bouzková [27]          |
| 7   | 6     | Elena Rybakina        | 4195   | 105                 | 1000           | 5090          | Campeona, venció a Anhelina Kalinina [30]               |
| 8   | 9     | Daria Kasatkina       | 3505   | 350                 | 120            | 3275          | Cuarta ronda, perdió ante Jeļena Ostapenko [20]         |
| 9   | 8     | Maria Sakkari         | 3516   | 190                 | 65             | 3391          | Tercera ronda, perdió ante Markéta Vondroušová [PR]     |
| 10  | 13    | Barbora Krejčíková    | 2616   | (1)                 | 120            | 2680          | Tercera ronda, perdió ante Jeļena Ostapenko [21]        |
| 11  | 12    | Veronika Kudermetova  | 2660   | (100)               | 390            | 2950          | Semifinales, perdió ante Anhelina Kalinina [30]         |
| 12  | 15    | Beatriz Haddad Maia   | 2206   | (1)                 | 215            | 2420          | Cuartos de final, perdió ante Anhelina Kalinina [30]    |
| 13  | 14    | Karolína Plíšková     | 2245   | 110                 | 10             | 2160          | Segunda ronda, perdió ante Anna Bondár [Q]              |
| 14  | 17    | Victoria Azarenka     | 2127   | 105                 | 65             | 2087          | Tercera ronda, se retiró ante Madison Keys [19]         |
| 15  | 22    | Ekaterina Alexandrova | 1775   | 60                  | 10             | 1745          | Segunda ronda, perdió ante Camila Giorgi                |
| 16  | 16    | Liudmila Samsonova    | 2172   | 1                   | 65             | 2236          | Tercera ronda vs. Donna Vekić [20]                      |
| 17  | 19    | Magda Linette         | 1820   | 60                  | 65             | 1805          | Tercera ronda, perdió ante Beatriz Haddad Maia [12]     |
| 18  | 18    | Martina Trevisan      | 1878   | 280                 | 10             | 1608          | Segunda ronda, perdió ante Karolína Muchová             |
| 19  | 23    | Madison Keys          | 1713   | (1)                 | 120            | 1861          | Cuarta ronda, perdió ante Anhelina Kalinina [30]        |
| 20  | 24    | Donna Vekić           | 1742   | (20)                | 65             | 1813          | Cuarta ronda, perdió ante Iga Świątek [1]               |
| 21  | 20    | Jeļena Ostapenko      | 1795   | (55)                | 390            | 2130          | Semifinales, perdió ante Elena Rybakina [7]             |
| 22  | 21    | Qinwen Zheng          | 1784   | (1)                 | 215            | 1998          | Cuartos de final, perdió ante Veronika Kudermetova [11] |
| 23  | 25    | Anastasia Potapova    | 1601   | (1)                 | 65             | 1655          | Tercera ronda, perdió ante Veronika Kudermetova [11]    |
| 24  | 31    | Bianca Andreescu      | 1322   | 190                 | 10             | 1142          | Segunda ronda, perdió ante Markéta Vondroušová [PR]     |
| 25  | 26    | Elise Mertens         | 1474   | 60                  | 10             | 1439          | Segunda ronda, perdió ante Anna Kalinskaya              |
| 26  | 58    | Jil Teichmann         | 948    | 190                 | 10             | 768           | Segunda ronda, perdió ante Julia Grabher                |
| 27  | 38    | Marie Bouzková        | 1213   | (15)                | 120            | 1318          | Cuarta ronda, perdió ante Veronika Kudermetova [11]     |
| 28  | 33    | Bernarda Pera         | 1315   | (126)               | 10             | 1237          | Segunda ronda, perdió ante Lesia Tsurenko               |
| 29  | 28    | Petra Martić          | 1395   | 135                 | 10             | 1270          | Segunda ronda, perdió ante Camila Osorio [Q]            |
| 30  | 47    | Anhelina Kalinina     | 1067   | 60                  | 650            | 1657          | Final, se retiró ante Elena Rybakina [7]                |
| 31  | 27    | Irina-Camelia Begu    | 1443   | 0                   | 10             | 1452          | Segunda ronda, perdió ante Xiyu Wang                    |
| 32  | 40    | Marta Kostyuk         | 1190   | 30                  | 65             | 1225          | Tercera ronda, perdió ante Paula Badosa                 |

- Ranking del 8 de mayo de 2023.[11]

#### Bajas femeninas
| Rank. | Tenista        | Puntos antes | Puntos por defender | Puntos ganados | Puntos después | Motivo                   |
| ----- | -------------- | ------------ | ------------------- | -------------- | -------------- | ------------------------ |
| 10    | Petra Kvitová  | 3162         | (1)                 | 0              | 3161           | Lesión en el pie derecho |
| 11    | Belinda Bencic | 2750         | 60                  | 0              | 2690           | Lesión de cadera         |
| 29    | Shuai Zhang    | 1385         | 60                  | 0              | 1325           |                          |

### Dobles femenino
| Tenista                            | Ranking | Preclasificada |
| Cori Gauff Jessica Pegula          | 7       | 1              |
| Lyudmyla Kichenok Jeļena Ostapenko | 18      | 2              |
| Desirae Krawczyk Demi Schuurs      | 21      | 3              |
| Storm Hunter Elise Mertens         | 28      | 4              |
| Gabriela Dabrowski Luisa Stefani   | 32      | 5              |
| Shuko Aoyama Ena Shibahara         | 40      | 6              |
| Asia Muhammad Giuliana Olmos       | 40      | 7              |
| Yifan Xu Zhaoxuan Yang             | 42      | 8              |

## Campeones

### Individual masculino
Daniil Medvédev venció a  Holger Rune por 7-5, 7-5

### Individual femenino
Elena Rybakina venció a  Anhelina Kalinina por 6-4, 1-0, ret.

### Dobles masculino
Hugo Nys /  Jan Zieliński vencieron a  Robin Haase /  Botic van de Zandschulp por 7-5, 6-1

### Dobles femenino
Storm Sanders /  Elise Mertens vencieron a  Cori Gauff /  Jessica Pegula por 6-4, 6-4